# Mirror Mirror (Mon Amour)
Mirror Mirror eller  Mirror Mirror (Mon Amour) är en låt av den brittiska gruppen Dollar från 1981. Låten finns också i deras tredje album The Dollar Album. Låten är skriven av  Trevor Horn och Bruce Woolley.
Låten var den mest framgångsrika av gruppen och låg på listorna i flera europeiska länder.